# Charles Louis Kades

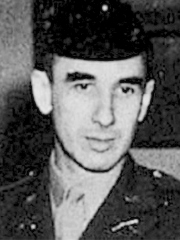
Kades in seinen Jahren als Regierungsbeamter

Charles Louis Kades (geboren 12. März 1906 in Newburgh (USA); gestorben 18. Juni 1996) war ein US-amerikanischer Rechtsanwalt und Beamter.

## Leben und Wirken
Charles Louis Kades machte an der Cornell University 1927 seinen Abschluss und dann 1930 an der Harvard Law School und nahm 1931 seine Arbeit als Anwalt in New York auf. Im Jahr 1933 wurde er Berater von Innenminister Harold L. Ickes in der Roosevelt-Regierung und war zehn Jahre lang in der New-Deal-Regierung tätig. 1942 meldete er sich zum Militär und trat dem Europäischen Expeditionskorps bei. So nahm er  an den Landungen in der Normandie teil.
Unmittelbar nach der Kapitulation Japans im Jahr 1945 landete Kades im Gefolge von Douglas MacArthur in Atsugi und kümmerte sich zu Beginn der Besatzung um die Wiederherstellung der zivilen Ordnung. Im selben Jahr übernahm er die Position des stellvertretenden Generaldirektors des Zivilverwaltungsbüros des GHQ, leitete den Stab für Japan-Experten und Militärpersonal und war verantwortlich für den Entwurf der neuen Verfassung (den MacArthur-Entwurf), u. a. mit folgenden Punkten:
1. Der Kaiser ist das Staatsoberhaupt, seine Nachfolge ist dynastisch und seine Pflichten und Befugnisse unterliegen der Verfassung und dem Willen des Volkes.
2. Japan verzichtet auf das Recht auf Krieg und unterhält keine Armee, Marine oder Luftwaffe.
3. Das japanische Feudalsystem wird abgeschafft und alle Adels- und Adelsrechte werden durch ein System ersetzt, das auf dem britischen Parlament basiert.[A 1]

Neben der Säuberung der Ministerien von Militäranhängern, der Auflösung des Innenministeriums, Förderung der lokalen Autonomie, Demokratisierung des Polizeisystems geriet er in Widerspruch zu Generalmajor Charles Willoughby. Bald führte der „Umkehrkurs“ der Besatzungspolitik (Abschwächung der Demokratisierung) zu einer Pattsituation.
Kades kehrte 1948 in die USA zurück und trat 1949 aus öffentliche Dienst aus. Er nahm nun seine Tätigkeit als Anwalt in New York wieder auf, wurde dabei von MacArthur stark unterstützt und fungierte als Treuhänder des Eigentums der Familie MacArthur. 1980 ging er als Rechtsanwalt in den Ruhestand. 1993 besuchte er noch einmal Japan und trat im Fernsehen auf.